# Oberlin (Louisiane)
Pour les articles homonymes, voir Oberlin.
Oberlin est une ville, siège de la paroisse d'Allen, en Louisiane, aux États-Unis,.

## Source de la traduction
- (en) Cet article est partiellement ou en totalité issu de l’article de Wikipédia en anglais intitulé « Oberlin, Louisiana » (voir la liste des auteurs).